# Persone di nome Oleksandr/Calciatori
| Questa pagina contiene informazioni ricavate automaticamente dalle voci biografiche con l'ausilio del template Bio e di un bot. L'aggiornamento è periodico e automatico e ricostruisce completamente la pagina. Se manca una persona in questa lista, sei pregato di non aggiungerla, ma accertati piuttosto che la sua voce biografica contenga il template Bio e che i dati anagrafici siano correttamente compilati. Se il template Bio manca, inseriscilo tu stesso o, in alternativa, metti l'avviso {{tmp\|Bio}} che ne segnala la mancanza. Se i dati riportati sono sbagliati, correggi direttamente la voce biografica; le modifiche saranno visibili in questa lista entro pochi giorni. Per chiarimenti vedi il progetto antroponimi. La lista contiene solo le 68 persone che sono citate nell'enciclopedia e per le quali è stato implementato correttamente il template Bio. Pagina aggiornata al 16 ott 2024. |

Questa è una lista di persone presenti nell'enciclopedia che hanno il nome Oleksandr e sono calciatori.

## A(2)
- Oleksandr Andrijevs'kyj, calciatore ucraino (Charkiv, n. 1994)
- Oleksandr Azac'kyj, calciatore ucraino (Charkiv, n. 1994)

## B(6)
- Oleksandr Babij, ex calciatore ucraino (Tashkent, n. 1968)
- Oleksandr Bandura, calciatore ucraino (Hamaliïvka, n. 1986)
- Oleksandr Batal's'kyj, calciatore ucraino (Kiev, n. 1986)
- Oleksandr Batyščev, calciatore ucraino (Rubižne, n. 1991)
- Oleksandr Berežnyj, ex calciatore sovietico (Krasnodon, n. 1957)
- Oleksandr Bondarenko, ex calciatore ucraino (Kiev, n. 1989)

## D(3)
- Oleksandr Damin, ex calciatore sovietico (Komsomol'sk-na-Amure, n. 1952)
- Oleksandr Demčenko, calciatore ucraino (Vinnycja, n. 1996)
- Oleksandr Drambajev, calciatore ucraino (Zaporižžja, n. 2001)

## F(2)
- Oleksandr Filin, calciatore ucraino (Sinferopoli, n. 1996)
- Oleksandr Filippov, calciatore ucraino (Avdiïvka, n. 1992)

## G(1)
- Oleksandr Grebieniuk, calciatore e allenatore di calcio ucraino (Horišni Plavni, n. 1981)

## H(3)
- Oleksandr Hajdaš, ex calciatore ucraino (Mariupol', n. 1967)
- Oleksandr Hladkyj, calciatore ucraino (Lozova, n. 1987)
- Oleksandr Hrycaj, ex calciatore ucraino (Černihiv, n. 1977)

## I(2)
- Oleksandr Il'juščenkov, calciatore ucraino (Ternopil', n. 1990)
- Oleksandr Ivaščenko, ex calciatore ucraino (Kiev, n. 1985)

## J(3)
- Oleksandr Jacenko, ex calciatore ucraino (Kiev, n. 1985)
- Oleksandr Jacyk, calciatore ucraino (Kiev, n. 2003)
- Oleksandr Jakovenko, ex calciatore ucraino (Kiev, n. 1987)

## K(8)
- Oleksandr Kablaš, ex calciatore ucraino (Odessa, n. 1989)
- Oleksandr Kaplijenko, calciatore ucraino (Zaporižžja, n. 1996)
- Oleksandr Karavajev, calciatore ucraino (Cherson, n. 1992)
- Oleksandr Kas"jan, calciatore ucraino (Bezimenne, n. 1989)
- Oleksandr Kosyrin, ex calciatore ucraino (Zaporižžja, n. 1977)
- Oleksandr Kovpak, ex calciatore ucraino (Smila, n. 1983)
- Oleksandr Kozak, calciatore ucraino (Kiev, n. 1994)
- Oleksandr Kučerenko, calciatore moldavo (Slov"jans'k, n. 1991)

## M(4)
- Oleksandr Maksymov, ex calciatore ucraino (Zaporižžja, n. 1985)
- Oleksandr Martynjuk, calciatore ucraino (Dubno, n. 2001)
- Oleksandr Matvjejev, calciatore ucraino (Poltava, n. 1989)
- Oleksandr Mel'nyk, calciatore ucraino (Kiev, n. 2000)

## N(4)
- Oleksandr Nad', ex calciatore ucraino (Užhorod, n. 1985)
- Oleksandr Nasonov, calciatore ucraino (Kiev, n. 1992)
- Oleksandr Nazarenko, calciatore ucraino (Dnipro, n. 2000)
- Oleksandr Nojok, calciatore ucraino (Cherson, n. 1992)

## O(1)
- Oleksandr Osman, calciatore ucraino (Charkiv, n. 1996)

## P(5)
- Oleksandr Paljanycja, ex calciatore ucraino (Žytomyr, n. 1972)
- Oleksandr Papuš, ex calciatore ucraino (Mariupol', n. 1985)
- Oleksandr Petrusenko, calciatore ucraino (Kiev, n. 1998)
- Oleksandr Pichal'onok, calciatore ucraino (Donec'k, n. 1997)
- Oleksandr Pyščur, ex calciatore ucraino (Černihiv, n. 1981)

## R(5)
- Oleksandr Radčenko, calciatore ucraino (Mariupol', n. 1976 - † 2023)
- Oleksandr Rjabokon', ex calciatore e allenatore di calcio ucraino (Kiev, n. 1964)
- Oleksandr Romančuk, calciatore ucraino (Kolomyja, n. 1999)
- Oleksandr Romančuk, ex calciatore ucraino (Kiev, n. 1984)
- Oleksandr Rybka, calciatore ucraino (Kiev, n. 1987)

## S(8)
- Oleksandr Safronov, calciatore ucraino (Zaporižžja, n. 1999)
- Oleksandr Saputin, calciatore ucraino (n. 2003)
- Oleksandr Savenčuk, ex calciatore ucraino (Černihiv, n. 1975)
- Oleksandr Skljar, calciatore ucraino (Charkiv, n. 1991)
- Oleksandr Sorokalet, calciatore ucraino (Vorošilovgrad, n. 1957 - Rostov sul Don, † 2009)
- Oleksandr Spivak, ex calciatore ucraino (Mariupol', n. 1975)
- Oleksandr Svatok, calciatore ucraino (Kam"jans'ke, n. 1994)
- Oleksandr Syrota, calciatore ucraino (Kiev, n. 2000)

## T(3)
- Oleksandr Tkačenko, ex calciatore sovietico (Kup"jans'k, n. 1947)
- Oleksandr Tkačenko, calciatore ucraino (Ukraïnka, n. 1993)
- Oleksandr Tymčyk, calciatore ucraino (Kryklyvec', n. 1997)

## V(3)
- Oleksandr Vasyl'jev, calciatore ucraino (Kiev, n. 1994)
- Oleksandr Volkov, calciatore ucraino (Kiev, n. 1989)
- Oleksandr Volovyk, ex calciatore ucraino (Krasyliv, n. 1985)

## Z(3)
- Oleksandr Zavarov, ex calciatore e allenatore di calcio sovietico (Vorošilovgrad, n. 1961)
- Oleksandr Zinčenko, calciatore ucraino (Radomyšl', n. 1996)
- Oleksandr Zubkov, calciatore ucraino (Makiïvka, n. 1996)

## Č(2)
- Oleksandr Čyžov, ex calciatore ucraino (Poltava, n. 1986)
- Oleksandr Čornomorec', calciatore ucraino (Zelenodol's'k, n. 1993)